# Chiara Pellacani
Chiara Pellacani, född 12 september 2002, är en italiensk simhoppare.

## Karriär
I juni 2017 vid simhopps-EM i Kiev tävlade Pellacani som 14-åring i sitt första seniormästerskap. Hon slutade tillsammans med Noemi Batki på fjärde plats i synkroniserade hopp från 10-metersplattformen. Pellacani slutade även på femte plats tillsammans med Vladimir Barbu i den mixade lagtävlingen samt kvalificerade sig för finalen i enmeterssvikten och slutade på 10:e plats. Följande månad vid VM i Budapest slutade hon på 11:e plats tillsammans med Noemi Batki i synkroniserade hopp från 10-metersplattformen samt på 31:a plats i enmeterssvikten.
I juni 2018 vid världscupen i simhopp i Wuhan slutade Pellacani på åttonde plats tillsammans med Elena Bertocchi i den synkroniserade tremeterssvikten samt på åttonde plats tillsammans med Noemi Batki i synkroniserade hopp från 10-metersplattformen. Hon tävlade även individuellt i tremeterssvikten och slutade på 27:e plats.
I augusti 2018 vid EM i Glasgow tog Pellacani guld i den synkroniserade tremeterssvikten tillsammans med Elena Bertocchi vid en ålder på endast 15 år och 11 månader. Hon slutade även på fjärde plats tillsammans med Noemi Batki i synkroniserade hopp från 10-metersplattformen samt på sjunde plats individuellt i tremeterssvikten. I augusti 2019 vid simhopps-EM i Kiev tog Pellacani guld tillsammans med Noemi Batki i synkroniserade hopp från 10-metersplattformen.
I maj 2021 vid världscupen i simhopp i Tokyo tog Pellacani brons tillsammans med Elena Bertocchi i den synkroniserade tremeterssvikten och kvalificerade sig för OS i Tokyo. Hon slutade även på nionde plats tillsammans med Noemi Batki i synkroniserade hopp från 10-metersplattformen samt på 29:e plats individuellt i tremeterssvikten. Samma månad tog Pellacani fem medaljer vid EM i Budapest. Individuellt tog hon silver i tremeterssvikten och brons i enmeterssvikten. Pellacani tog även guld tillsammans med Matteo Santoro i den mixade synkroniserade tremeterssvikten, silver tillsammans med Elena Bertocchi i den synkroniserade tremeterssvikten samt silver i den mixade lagtävlingen tillsammans med Andreas Sargent Larsen, Sarah Jodoin Di Maria och Riccardo Giovannini.
I juli 2021 tävlade Pellacani tillsammans med Elena Bertocchi i den synkroniserade tremeterssvikten vid OS i Tokyo där de slutade på sjunde plats. I augusti 2022 vid EM i Rom tog hon fem medaljer. Individuellt tog Pellacani guld i tremeterssvikten och brons i enmeterssvikten. Hon tog även guld i den mixade lagtävlingen tillsammans med Eduard Timbretti Gugiu, Sarah Jodoin Di Maria och Andreas Sargent Larsen, silver tillsammans med Elena Bertocchi i den synkroniserade tremeterssvikten samt brons tillsammans med Matteo Santoro i den mixade synkroniserade tremeterssvikten.